# غراهام هامر
غراهام هامر (بالإنجليزية: Graham Hamer)‏ هو مدرب اتحاد الرغبي ‏ نيوزيلندي، ولد في 9 نوفمبر 1936 في أوكلاند في نيوزيلندا.